# Ternopil'
Ternopil' (in ucraino Тернопіль?; in polacco Tarnopol; in russo Тернополь?, Ternopol'; in yiddish טערנעפּאָל‎?, Ternepol) è una città ucraina (225 004 abitanti), nel distretto di Ternopil' nell'oblast' di Ternopil'. Ospita l'amministrazione dell'oblast di Ternopil', del distretto di Ternopil' e della comunità territoriale di Ternopil', una delle comunità territoriali dell'Ucraina..
Fino al 18 luglio 2020 Ternopil' costituiva una città di rilevanza regionale e non apparteneva ad alcun distretto anche se era il centro amministrativo del distretto di Ternopil'. Come parte della riforma amministrativa dell'Ucraina, che ridusse a tre il numero di distretti dell'oblast' di Ternopil', la città fu integrata nel distretto di Ternopil'.
Tra le maggiori città della Galizia, della Podolia e dell'intero occidente del paese fu brevemente capitale della Repubblica Nazionale dell'Ucraina Occidentale tra il 1918 e il 1919 e poi della Repubblica Socialista Sovietica di Galizia nel 1920.

## Geografia fisica
È attraversata dal fiume Seret e si trova a 120 km da Leopoli.

## Storia
Fu fondata nel 1540 dal comandante e etmano polacco Jan Tarnowski come piazzaforte militare; il 15 settembre dello stesso anno il re di Polonia Sigismondo I concesse il permesso ufficiale per la costruzione della città. Il 20 gennaio 1548 la città ottenne i diritti regali e due anni dopo quelli garantiti dalla legislazione di Magdeburgo. 
Nel corso della seconda metà del XVII secolo e per tutto il secolo successivo Tarnopol fu ripetutamente assediata, conquistata e distrutta dagli eserciti che si contendevano la regione. Durante la rivolta di Chmel'nyc'kyj, Tarnopol fu saccheggiata e bruciata mentre la maggior parte dei suoi abitanti di religione ebraica fu trucidata. Nel 1675 furono i Turchi a conquistare la città, mentre nel 1690 fu saccheggiata dai Tartari. I Russi invece presero Tarnopol due volte, la prima nel 1710, nel corso della grande guerra del nord, la seconda nel 1733, durante la guerra di successione polacca. Con la prima spartizione della Polonia del 1772 la città cadde sotto la dominazione austriaca.
Con lo scoppio della guerra della quinta coalizione nel 1809 Tarnopol venne conquistata dai Russi, che nel 1815 dovettero poi restituirla all'Austria in base agli accordi presi al congresso di Vienna. Sotto la dominazione austriaca Tarnopol si dotò di un liceo, nel 1870 fu unita a Leopoli dalla ferrovia e nel 1908 fu costruita una nuova chiesa neogotica. Con lo scoppio della prima guerra mondiale Tarnopol venne a trovarsi sulla linea del lunghissimo fronte orientale e fu più volte presa e riconquistata dagli eserciti contrapposti. I Russi in ritirata bruciarono la città e il castello nel 1917.
Con la fine della guerra e la dissoluzione dell'Impero austro-ungarico, Tarnopol fu annessa l'11 novembre 1918 alla Repubblica Nazionale dell'Ucraina Occidentale della quale divenne la capitale dopo la conquista da parte dei polacchi di Leopoli. Il 15 luglio 1919 l'esercito polacco conquistò Tarnopol. Con lo scoppio della guerra sovietico-polacca passò nuovamente di mano, nell'agosto 1920 infatti l'Armata Rossa vi fece il suo ingresso e le autorità bolsceviche proclamarono la città capitale della Repubblica Socialista Sovietica di Galizia. Con la firma della pace di Riga Tarnopol venne ufficialmente annessa alla Polonia. Divenne capoluogo del voivodato omonimo a sua volta ripartito in 17 distretti.
Il 19 settembre 1939, in accordo alle clausole del patto Molotov-Ribbentrop, iniziò l'invasione sovietica della Polonia. Tarnopol fu conquistata dall'Armata Rossa, ribattezzata Ternopol e annessa alla RSS Ucraina. L'intellighenzia polacca venne eliminata, così come gli esponenti locali dei movimenti nazionalisti ucraini, altri ancora furono invece deportati nelle steppe dell'Asia centrale.
Il 2 luglio 1941 la città fu conquista dai tedeschi all'inizio dell'operazione Barbarossa. Nei giorni immediatamente seguenti i conquistatori, appoggiati dalla milizia ucraina, scatenarono un pogrom contro la numerosa popolazione ebraica locale che causò tra le 1.600 e le 2.000 vittime. Nel settembre dello stesso anno fu costituito il ghetto cittadino. Tra l'agosto ed il novembre 1942 la comunità ebraica di Tarnopol fu annientata dai nazisti in due grandi ondate. Dei pochi sopravvissuti alcuni saranno poi decimati nei mesi seguenti, altri ancora saranno invece inviati nel campo di sterminio di Bełżec. Tra il 1942 e il 1943 fu attiva nei dintorni della città l'Armia Krajowa con il compito di difendere i civili polacchi dalle violenze dei nazisti dei nazionalisti ucraini dell'UPA.
Nel frattempo l'Armata Rossa era all'offensiva e raggiunse l'Ucraina occidentale alla fine dell'inverno 1943-1944. Tra il marzo e l'aprile 1944 Tarnopol venne accerchiata dai sovietici che, dopo violenti scontri che provocarono il totale annientamento della guarnigione nemica e ingenti danni alla città, riuscì infine a liberarla dall'occupante tedesco il 15 aprile 1944. Al termine del conflitto la popolazione di etnia polacca della città venne espulsa e trasferita verso le regioni occidentali entrate a far parte della Polonia. La città fu ricostruita secondo lo stile sovietico del dopoguerra e poche porzioni del centro e pochi monumenti riuscirono a salvarsi dalla demolizione.
Dal 1991, fa parte dell'Ucraina indipendente con il nome di Ternopil'.

## Monumenti e luoghi d'interesse

### Architetture militari
- Castello di Ternopil'

### Architetture religiose
- Cattedrale dell'Immacolata Concezione della Beata Vergine Maria, appartenente alla chiesa greco-cattolica ucraina, fu costruita in stile tardo barocco nel XVIII secolo.
- Chiesa dell'Esaltazione della Croce, è la più antica chiesa della città, costruita nel XVII secolo.

## Cultura

### Istruzione
Istituzioni educative superiori:
- Università pedagogica nazionale di Ternopil' Volodymyr Hnatjuk
- Università economico nazionale di Ternopil'
- Università tecnica nazionale di Ternopil'
- Università nazionale di medicina Ivan Horbačevs'kyj

## Infrastrutture e trasporti
Ternopil' è un importante snodo stradale poiché situata all'intersezione tra la M30, un'importante arteria di comunicazione che attraversa il paese in senso ovest-est, e l'M19, che attraversa l'intera Ucraina occidentale da nord a sud.